# Histórico do Sport Club Internacional em competições internacionais
O Sport Club Internacional é um clube de futebol sediado em Porto Alegre, Brasil, fundado em 04 de abril de 1909. No cenário internacional, a estreia do Internacional ocorreu na Copa Libertadores da América de 1976, a vaga foi obtida após a conquista do Campeonato Brasileiro de 1976. Em sua primeira partida, disputada em 07 de Março de 1976, perdeu por 5 a 4 para o Cruzeiro.
Desde sua primeira participação na Copa Libertadores da América, em 1976, o Internacional participou de 16 edições do campeonato de clubes mais importante do continente, torneio que conquistou em 2006 e 2010. Na Copa Sul-Americana o Colorado participou de 8 edições e foi campeão em 2008. Essas conquistas permitiram ao clube participar da Recopa Sul-Americana em 2007, 2009 e 2011 (campeão em 2007 e 2011), da Copa Suruga Bank em 2009 (campeão) e da Copa do Mundo de Clubes da FIFA em 2006 e 2010, sendo que foi campeão em 2006 derrotando o poderoso Barcelona na final
Nesses torneios, o Inter enfrentou 68 times de 16 países diferentes, superando 39 em seu histórico de jogos, empatando 18 e ficando abaixo de 11. Entre eles, o Nacional do Uruguai é o adversário que ele enfrentou mais vezes, totalizando 14 partidas desde o primeiro encontro em 30 de Julho de 1970, pela final da Copa Libertadores daquele ano. Em relação aos clubes brasileiros, o Bahia, que enfrentou pela primeira vez em 21 de fevereiro de 1989, tem sido o adversário mais frequente, com 8 partidas disputadas.

## Resumo estatístico
| Competição              | Edições         | ED              | PJ  | PG  | PE | PP | GF  | GS  | SG  | Dif |
| ----------------------- | --------------- | --------------- | --- | --- | -- | -- | --- | --- | --- | --- |
| Copa Libertadores       | 1976-2025       | 16              | 158 | 76  | 45 | 37 | 233 | 145 | 88  | 39  |
| Copa Sul-Americana      | 2003-2024       | 8               | 50  | 20  | 22 | 8  | 64  | 42  | 22  | 12  |
| Recopa Sul-Americana    | 2007-2011       | 3               | 6   | 2   | 0  | 4  | 9   | 9   | 0   | -2  |
| Copa do Mundo de Clubes | 2006-2010       | 2               | 4   | 3   | 0  | 1  | 7   | 5   | 2   | 2   |
| Copa Suruga             | 2009-2009       | 1               | 1   | 1   | 0  | 0  | 2   | 1   | 1   | 1   |
| Total histórico         | Total histórico | Total histórico | 219 | 102 | 67 | 50 | 315 | 202 | 113 | 52  |

Dados atualizados em 29 de Maio de 2025

## Partidas internacionais

### Copa Libertadores de América
| 1971-1980 | 1971-1980  | 1971-1980      | 1971-1980      | 1971-1980         | 1971-1980 | 1971-1980 | 1971-1980 | 1971-1980         |
| --- | ---------- | -------------- | -------------- | ----------------- | --------- | --------- | --------- | ----------------- |
| \| # \| Data \| Fase \| Cidade \| Mandante \| \| Res. \| \| Visitante \| \| --------------------------------------- \| ---------- \| -------------- \| -------------- \| ----------------- \| \| ----- \| \| ----------------- \| \| Copa Libertadores da América de 1976[1] \| \| \| \| \| \| \| \| \| \| 1 \| 07/03/1976 \| Fase de grupos \| Belo Horizonte \| Cruzeiro \| \| 5 - 4 \| \| Internacional \| \| 2 \| 14/03/1976 \| Fase de grupos \| Porto Alegre \| Internacional \| \| 1 - 0 \| \| Olímpia \| \| 3 \| 21/03/1976 \| Fase de grupos \| Porto Alegre \| Internacional \| \| 3 - 0 \| \| Sportivo Luqueño \| \| 4 \| 28/03/1976 \| Fase de grupos \| Porto Alegre \| Internacional \| \| 0 - 2 \| \| Cruzeiro \| \| 5 \| 11/04/1976 \| Fase de grupos \| Asunción \| Sportivo Luqueño \| \| 0 - 1 \| \| Internacional \| \| 6 \| 13/04/1976 \| Fase de grupos \| Asunción \| Olímpia \| \| 1 - 1 \| \| Internacional \| \| Copa Libertadores da América de 1977[2] \| \| \| \| \| \| \| \| \| \| 7 \| 03/04/1977 \| Fase de grupos \| São Paulo \| Corintinhans \| \| 1 - 1 \| \| Internacional \| \| 8 \| 10/04/1977 \| Fase de grupos \| Cuenca \| Deportivo Cuenca \| \| 0 - 2 \| \| Internacional \| \| 9 \| 13/04/1977 \| Fase de grupos \| Quito \| El Nacional \| \| 2 - 0 \| \| Internacional \| \| 10 \| 24/04/1977 \| Fase de grupos \| Porto Alegre \| Internacional \| \| 1 - 0 \| \| Corintinhans \| \| 11 \| 01/05/1977 \| Fase de grupos \| Porto Alegre \| Internacional \| \| 3 - 1 \| \| Deportivo Cuenca \| \| 12 \| 05/05/1977 \| Fase de grupos \| Porto Alegre \| Internacional \| \| 2 - 0 \| \| Deportivo Cuenca \| \| 13 \| 03/07/1977 \| Semifinais \| Porto Alegre \| Internacional \| \| 0 - 1 \| \| Cruzeiro \| \| 14 \| 10/07/1977 \| Semifinais \| Acarigua \| Portuguesa \| \| 3 - 0 \| \| Internacional \| \| 15 \| 24/07/1977 \| Semifinais \| Belo Horizonte \| Cruzeiro \| \| 0 - 0 \| \| Internacional \| \| 16 \| 27/07/1977 \| Semifinais \| Porto Alegre \| Internacional \| \| 2 - 1 \| \| Portuguesa \| \| Copa Libertadores da América de 1980[3] \| \| \| \| \| \| \| \| \| \| 17 \| 23/03/1980 \| Fase de grupos \| Rio de Janeiro \| Vasco \| \| 0-0 \| \| Internacional \| \| 18 \| 13/04/1980 \| Fase de grupos \| San Cristóbal \| Deportivo Táchira \| \| 0-1 \| \| Internacional \| \| 19 \| 17/04/1980 \| Fase de grupos \| Caracas \| Deportivo Galícia \| \| 2-1 \| \| Internacional \| \| 20 \| 20/04/1980 \| Fase de grupos \| Porto Alegre \| Internacional \| \| 2-1 \| \| Vasco \| \| 21 \| 27/04/1980 \| Fase de grupos \| Porto Alegre \| Internacional \| \| 4-0 \| \| Deportivo Táchira \| \| 22 \| 30/04/1980 \| Fase de grupos \| Porto Alegre \| Internacional \| \| 2-0 \| \| Deportivo Galícia \| \| 23 \| 13/05/1980 \| Semifinais \| Buenos Aires \| Vélez Sarsfield \| \| 0-1 \| \| Internacional \| \| 24 \| 25/05/1980 \| Semifinais \| Porto Alegre \| Internacional \| \| 3-1 \| \| Vélez Sarsfield \| \| 25 \| 02/06/1980 \| Semifinais \| Cali \| América de Cali \| \| 0-0 \| \| Internacional \| \| 26 \| 10/07/1980 \| Semifinais \| Porto Alegre \| Internacional \| \| 0-0 \| \| América de Cali \| \| 27 \| 30/07/1980 \| Final \| Porto Alegre \| Internacional \| \| 0-0 \| \| Nacional \| \| 28 \| 06/08/1980 \| Final \| Montevideo \| Nacional \| \| 1-0 \| \| Internacional \| |            |                |                |                   |           |           |           |                   |
| # | Data       | Fase           | Cidade         | Mandante          |           | Res.      |           | Visitante         |
| Copa Libertadores da América de 1976 |            |                |                |                   |           |           |           |                   |
| 1 | 07/03/1976 | Fase de grupos | Belo Horizonte | Cruzeiro          |           | 5 - 4     |           | Internacional     |
| 2 | 14/03/1976 | Fase de grupos | Porto Alegre   | Internacional     |           | 1 - 0     |           | Olímpia           |
| 3 | 21/03/1976 | Fase de grupos | Porto Alegre   | Internacional     |           | 3 - 0     |           | Sportivo Luqueño  |
| 4 | 28/03/1976 | Fase de grupos | Porto Alegre   | Internacional     |           | 0 - 2     |           | Cruzeiro          |
| 5 | 11/04/1976 | Fase de grupos | Asunción       | Sportivo Luqueño  |           | 0 - 1     |           | Internacional     |
| 6 | 13/04/1976 | Fase de grupos | Asunción       | Olímpia           |           | 1 - 1     |           | Internacional     |
| Copa Libertadores da América de 1977 |            |                |                |                   |           |           |           |                   |
| 7 | 03/04/1977 | Fase de grupos | São Paulo      | Corintinhans      |           | 1 - 1     |           | Internacional     |
| 8 | 10/04/1977 | Fase de grupos | Cuenca         | Deportivo Cuenca  |           | 0 - 2     |           | Internacional     |
| 9 | 13/04/1977 | Fase de grupos | Quito          | El Nacional       |           | 2 - 0     |           | Internacional     |
| 10 | 24/04/1977 | Fase de grupos | Porto Alegre   | Internacional     |           | 1 - 0     |           | Corintinhans      |
| 11 | 01/05/1977 | Fase de grupos | Porto Alegre   | Internacional     |           | 3 - 1     |           | Deportivo Cuenca  |
| 12 | 05/05/1977 | Fase de grupos | Porto Alegre   | Internacional     |           | 2 - 0     |           | Deportivo Cuenca  |
| 13 | 03/07/1977 | Semifinais     | Porto Alegre   | Internacional     |           | 0 - 1     |           | Cruzeiro          |
| 14 | 10/07/1977 | Semifinais     | Acarigua       | Portuguesa        |           | 3 - 0     |           | Internacional     |
| 15 | 24/07/1977 | Semifinais     | Belo Horizonte | Cruzeiro          |           | 0 - 0     |           | Internacional     |
| 16 | 27/07/1977 | Semifinais     | Porto Alegre   | Internacional     |           | 2 - 1     |           | Portuguesa        |
| Copa Libertadores da América de 1980 |            |                |                |                   |           |           |           |                   |
| 17 | 23/03/1980 | Fase de grupos | Rio de Janeiro | Vasco             |           | 0-0       |           | Internacional     |
| 18 | 13/04/1980 | Fase de grupos | San Cristóbal  | Deportivo Táchira |           | 0-1       |           | Internacional     |
| 19 | 17/04/1980 | Fase de grupos | Caracas        | Deportivo Galícia |           | 2-1       |           | Internacional     |
| 20 | 20/04/1980 | Fase de grupos | Porto Alegre   | Internacional     |           | 2-1       |           | Vasco             |
| 21 | 27/04/1980 | Fase de grupos | Porto Alegre   | Internacional     |           | 4-0       |           | Deportivo Táchira |
| 22 | 30/04/1980 | Fase de grupos | Porto Alegre   | Internacional     |           | 2-0       |           | Deportivo Galícia |
| 23 | 13/05/1980 | Semifinais     | Buenos Aires   | Vélez Sarsfield   |           | 0-1       |           | Internacional     |
| 24 | 25/05/1980 | Semifinais     | Porto Alegre   | Internacional     |           | 3-1       |           | Vélez Sarsfield   |
| 25 | 02/06/1980 | Semifinais     | Cali           | América de Cali   |           | 0-0       |           | Internacional     |
| 26 | 10/07/1980 | Semifinais     | Porto Alegre   | Internacional     |           | 0-0       |           | América de Cali   |
| 27 | 30/07/1980 | Final          | Porto Alegre   | Internacional     |           | 0-0       |           | Nacional          |
| 28 | 06/08/1980 | Final          | Montevideo     | Nacional          |           | 1-0       |           | Internacional     |

| 1981-1990 | 1981-1990  | 1981-1990        | 1981-1990     | 1981-1990         | 1981-1990 | 1981-1990 | 1981-1990 | 1981-1990         |
| --- | ---------- | ---------------- | ------------- | ----------------- | --------- | --------- | --------- | ----------------- |
| \| # \| Data \| Fase \| Cidade \| Mandante \| \| Res. \| \| Visitante \| \| --------------------------------------- \| ---------- \| ---------------- \| ------------- \| ----------------- \| \| ---- \| \| ----------------- \| \| Copa Libertadores da América de 1989[4] \| \| \| \| \| \| \| \| \| \| 29 \| 21/02/1989 \| Fase de grupos \| Porto Alegre \| Internacional \| \| 1-2 \| \| Bahia \| \| 30 \| 24/02/1989 \| Fase de grupos \| San Cristóbal \| Deportivo Táchira \| \| 1-0 \| \| Internacional \| \| 31 \| 02/03/1989 \| Fase de grupos \| Caracas \| Marítimo \| \| 1-1 \| \| Internacional \| \| 32 \| 14/03/1989 \| Fase de grupos \| Salvador \| Bahia \| \| 1-0 \| \| Internacional \| \| 33 \| 21/03/1989 \| Fase de grupos \| Porto Alegre \| Internacional \| \| 3-0 \| \| Marítimo \| \| 34 \| 28/03/1989 \| Fase de grupos \| Porto Alegre \| Internacional \| \| 3-1 \| \| Deportivo Táchira \| \| 35 \| 05/04/1989 \| Oitavas de final \| Porto Alegre \| Internacional \| \| 6-2 \| \| Penarol \| \| 36 \| 11/04/1989 \| Oitavas de final \| Montevideo \| Penarol \| \| 1-2 \| \| Internacional \| \| 37 \| 19/04/1989 \| Quartas de final \| Porto Alegre \| Internacional \| \| 1-0 \| \| Bahia \| \| 38 \| 26/04/1989 \| Quartas de final \| Salvador \| Bahia \| \| 0-0 \| \| Internacional \| \| 39 \| 10/05/1989 \| Semifinal \| Asunción \| Olímpia \| \| 0-1 \| \| Internacional \| \| 40 \| 17/05/1989 \| Semifinal \| Porto Alegre \| Internacional \| \| 2-3 \| \| Olímpia \| |            |                  |               |                   |           |           |           |                   |
| # | Data       | Fase             | Cidade        | Mandante          |           | Res.      |           | Visitante         |
| Copa Libertadores da América de 1989 |            |                  |               |                   |           |           |           |                   |
| 29 | 21/02/1989 | Fase de grupos   | Porto Alegre  | Internacional     |           | 1-2       |           | Bahia             |
| 30 | 24/02/1989 | Fase de grupos   | San Cristóbal | Deportivo Táchira |           | 1-0       |           | Internacional     |
| 31 | 02/03/1989 | Fase de grupos   | Caracas       | Marítimo          |           | 1-1       |           | Internacional     |
| 32 | 14/03/1989 | Fase de grupos   | Salvador      | Bahia             |           | 1-0       |           | Internacional     |
| 33 | 21/03/1989 | Fase de grupos   | Porto Alegre  | Internacional     |           | 3-0       |           | Marítimo          |
| 34 | 28/03/1989 | Fase de grupos   | Porto Alegre  | Internacional     |           | 3-1       |           | Deportivo Táchira |
| 35 | 05/04/1989 | Oitavas de final | Porto Alegre  | Internacional     |           | 6-2       |           | Penarol           |
| 36 | 11/04/1989 | Oitavas de final | Montevideo    | Penarol           |           | 1-2       |           | Internacional     |
| 37 | 19/04/1989 | Quartas de final | Porto Alegre  | Internacional     |           | 1-0       |           | Bahia             |
| 38 | 26/04/1989 | Quartas de final | Salvador      | Bahia             |           | 0-0       |           | Internacional     |
| 39 | 10/05/1989 | Semifinal        | Asunción      | Olímpia           |           | 0-1       |           | Internacional     |
| 40 | 17/05/1989 | Semifinal        | Porto Alegre  | Internacional     |           | 2-3       |           | Olímpia           |

| 1991-2000 | 1991-2000  | 1991-2000      | 1991-2000      | 1991-2000         | 1991-2000 | 1991-2000 | 1991-2000 | 1991-2000         |
| --- | ---------- | -------------- | -------------- | ----------------- | --------- | --------- | --------- | ----------------- |
| \| # \| Data \| Fase \| Cidade \| Mandante \| \| Res. \| \| Visitante \| \| --------------------------------------- \| ---------- \| -------------- \| -------------- \| ----------------- \| \| ---- \| \| ----------------- \| \| Copa Libertadores da América de 1993[5] \| \| \| \| \| \| \| \| \| \| 41 \| 10/02/1993 \| Fase de grupos \| Porto Alegre \| Internacional \| \| 0-0 \| \| Flamengo \| \| 42 \| 05/03/1993 \| Fase de grupos \| Porto Alegre \| Internacional \| \| 1-1 \| \| América de Cali \| \| 43 \| 10/03/1993 \| Fase de grupos \| Río de Janeiro \| Flamengo \| \| 3-1 \| \| Internacional \| \| 44 \| 16/03/1993 \| Fase de grupos \| Porto Alegre \| Internacional \| \| 0-1 \| \| Atlético Nacional \| \| 45 \| 23/03/1993 \| Fase de grupos \| Cali \| América de Cali \| \| 4-2 \| \| Internacional \| \| 46 \| 26/03/1993 \| Fase de grupos \| Medellín \| Atlético Nacional \| \| 0-0 \| \| Internacional \| |            |                |                |                   |           |           |           |                   |
| # | Data       | Fase           | Cidade         | Mandante          |           | Res.      |           | Visitante         |
| Copa Libertadores da América de 1993 |            |                |                |                   |           |           |           |                   |
| 41 | 10/02/1993 | Fase de grupos | Porto Alegre   | Internacional     |           | 0-0       |           | Flamengo          |
| 42 | 05/03/1993 | Fase de grupos | Porto Alegre   | Internacional     |           | 1-1       |           | América de Cali   |
| 43 | 10/03/1993 | Fase de grupos | Río de Janeiro | Flamengo          |           | 3-1       |           | Internacional     |
| 44 | 16/03/1993 | Fase de grupos | Porto Alegre   | Internacional     |           | 0-1       |           | Atlético Nacional |
| 45 | 23/03/1993 | Fase de grupos | Cali           | América de Cali   |           | 4-2       |           | Internacional     |
| 46 | 26/03/1993 | Fase de grupos | Medellín       | Atlético Nacional |           | 0-0       |           | Internacional     |

| 2001-2010 | 2001-2010  | 2001-2010        | 2001-2010        | 2001-2010          | 2001-2010 | 2001-2010 | 2001-2010 | 2001-2010          |
| --- | ---------- | ---------------- | ---------------- | ------------------ | --------- | --------- | --------- | ------------------ |
| \| # \| Data \| Fase \| Cidade \| Mandante \| \| Res. \| \| Visitante \| \| --------------------------------------- \| ---------- \| ---------------- \| ---------------- \| ------------------ \| \| ---- \| \| ------------------ \| \| Copa Libertadores da América de 2006[6] \| \| \| \| \| \| \| \| \| \| 47 \| 16/02/2006 \| Fase de grupos \| Maracaibo \| Unión Maracaibo \| \| 1-1 \| \| Internacional \| \| 48 \| 23/02/2006 \| Fase de grupos \| Porto Alegre \| Internacional \| \| 3-0 \| \| Nacional \| \| 49 \| 08/03/2006 \| Fase de grupos \| Cidade do México \| Pumas UNAM \| \| 1-2 \| \| Internacional \| \| 50 \| 22/03/2006 \| Fase de grupos \| Porto Alegre \| Internacional \| \| 3-2 \| \| Pumas UNAM \| \| 51 \| 04/04/2006 \| Fase de grupos \| Montevideo \| Nacional \| \| 0-0 \| \| Internacional \| \| 52 \| 18/04/2006 \| Fase de grupos \| Porto Alegre \| Internacional \| \| 4-0 \| \| Unión Maracaibo \| \| 53 \| 27/04/2006 \| Oitavas de final \| Montevideo \| Nacional \| \| 1-2 \| \| Internacional \| \| 54 \| 03/05/2006 \| Oitavas de final \| Porto Alegre \| Internacional \| \| 0-0 \| \| Nacional \| \| 55 \| 10/05/2006 \| Quartas de final \| Quito \| L.D.U. \| \| 2-1 \| \| Internacional \| \| 56 \| 19/07/2006 \| Quartas de final \| Porto Alegre \| Internacional \| \| 2-0 \| \| L.D.U. \| \| 57 \| 27/07/2006 \| Semifinal \| Asunción \| Libertad \| \| 0-0 \| \| Internacional \| \| 58 \| 03/08/2006 \| Semifinal \| Porto Alegre \| Internacional \| \| 2-0 \| \| Libertad \| \| 59 \| 09/08/2006 \| Final \| São Paulo \| São Paulo \| \| 1-2 \| \| Internacional \| \| 60 \| 16/08/2006 \| Final \| Porto Alegre \| Internacional \| \| 2-2 \| \| São Paulo \| \| Copa Libertadores da América de 2007[7] \| \| \| \| \| \| \| \| \| \| 61 \| 21/02/2007 \| Fase de grupos \| Montevideo \| Nacional \| \| 3-1 \| \| Internacional \| \| 62 \| 28/02/2007 \| Fase de grupos \| Porto Alegre \| Internacional \| \| 3-0 \| \| Emelec \| \| 63 \| 14/03/2007 \| Fase de grupos \| Buenos Aires \| Vélez Sarsfield \| \| 3-0 \| \| Internacional \| \| 64 \| 28/03/2007 \| Fase de grupos \| Porto Alegre \| Internacional \| \| 0-0 \| \| Vélez Sarsfield \| \| 65 \| 10/04/2007 \| Fase de grupos \| Guayaquil \| Emelec \| \| 1-2 \| \| Internacional \| \| 66 \| 19/04/2007 \| Fase de grupos \| Porto Alegre \| Internacional \| \| 1-0 \| \| Nacional \| \| Copa Libertadores da América de 2010[8] \| \| \| \| \| \| \| \| \| \| 67 \| 23/02/2010 \| Fase de grupos \| Porto Alegre \| Internacional \| \| 2-1 \| \| Emelec \| \| 68 \| 11/03/2010 \| Fase de grupos \| Quito \| Deportivo Quito \| \| 1-1 \| \| Internacional \| \| 69 \| 18/03/2010 \| Fase de grupos \| Rivera \| Cerro \| \| 0-0 \| \| Internacional \| \| 70 \| 31/03/2010 \| Fase de grupos \| Porto Alegre \| Internacional \| \| 2-0 \| \| Cerro \| \| 71 \| 14/04/2010 \| Fase de grupos \| Guayaquil \| Emelec \| \| 0-0 \| \| Internacional \| \| 72 \| 22/04/2010 \| Fase de grupos \| Porto Alegre \| Internacional \| \| 3-0 \| \| Deportivo Quito \| \| 73 \| 28/04/2010 \| Oitavas de final \| Banfield \| Banfield \| \| 3-1 \| \| Internacional \| \| 74 \| 06/05/2010 \| Oitavas de final \| Porto Alegre \| Internacional \| \| 2-0 \| \| Banfield \| \| 75 \| 13/05/2010 \| Quartas de final \| Porto Alegre \| Internacional \| \| 1-0 \| \| Estudiantes \| \| 76 \| 20/05/2010 \| Quartas de final \| Quilmes \| Estudiantes \| \| 2-1 \| \| Internacional \| \| 77 \| 28/07/2010 \| Semifinal \| Porto Alegre \| Internacional \| \| 1-0 \| \| São Paulo \| \| 78 \| 05/08/2010 \| Semifinal \| São Paulo \| São Paulo \| \| 2-1 \| \| Internacional \| \| 79 \| 11/08/2010 \| Final \| Guadalajara \| Chivas Guadalajara \| \| 1-2 \| \| Internacional \| \| 80 \| 18/08/2010 \| Final \| Porto Alegre \| Internacional \| \| 3-2 \| \| Chivas Guadalajara \| |            |                  |                  |                    |           |           |           |                    |
| # | Data       | Fase             | Cidade           | Mandante           |           | Res.      |           | Visitante          |
| Copa Libertadores da América de 2006 |            |                  |                  |                    |           |           |           |                    |
| 47 | 16/02/2006 | Fase de grupos   | Maracaibo        | Unión Maracaibo    |           | 1-1       |           | Internacional      |
| 48 | 23/02/2006 | Fase de grupos   | Porto Alegre     | Internacional      |           | 3-0       |           | Nacional           |
| 49 | 08/03/2006 | Fase de grupos   | Cidade do México | Pumas UNAM         |           | 1-2       |           | Internacional      |
| 50 | 22/03/2006 | Fase de grupos   | Porto Alegre     | Internacional      |           | 3-2       |           | Pumas UNAM         |
| 51 | 04/04/2006 | Fase de grupos   | Montevideo       | Nacional           |           | 0-0       |           | Internacional      |
| 52 | 18/04/2006 | Fase de grupos   | Porto Alegre     | Internacional      |           | 4-0       |           | Unión Maracaibo    |
| 53 | 27/04/2006 | Oitavas de final | Montevideo       | Nacional           |           | 1-2       |           | Internacional      |
| 54 | 03/05/2006 | Oitavas de final | Porto Alegre     | Internacional      |           | 0-0       |           | Nacional           |
| 55 | 10/05/2006 | Quartas de final | Quito            | L.D.U.             |           | 2-1       |           | Internacional      |
| 56 | 19/07/2006 | Quartas de final | Porto Alegre     | Internacional      |           | 2-0       |           | L.D.U.             |
| 57 | 27/07/2006 | Semifinal        | Asunción         | Libertad           |           | 0-0       |           | Internacional      |
| 58 | 03/08/2006 | Semifinal        | Porto Alegre     | Internacional      |           | 2-0       |           | Libertad           |
| 59 | 09/08/2006 | Final            | São Paulo        | São Paulo          |           | 1-2       |           | Internacional      |
| 60 | 16/08/2006 | Final            | Porto Alegre     | Internacional      |           | 2-2       |           | São Paulo          |
| Copa Libertadores da América de 2007 |            |                  |                  |                    |           |           |           |                    |
| 61 | 21/02/2007 | Fase de grupos   | Montevideo       | Nacional           |           | 3-1       |           | Internacional      |
| 62 | 28/02/2007 | Fase de grupos   | Porto Alegre     | Internacional      |           | 3-0       |           | Emelec             |
| 63 | 14/03/2007 | Fase de grupos   | Buenos Aires     | Vélez Sarsfield    |           | 3-0       |           | Internacional      |
| 64 | 28/03/2007 | Fase de grupos   | Porto Alegre     | Internacional      |           | 0-0       |           | Vélez Sarsfield    |
| 65 | 10/04/2007 | Fase de grupos   | Guayaquil        | Emelec             |           | 1-2       |           | Internacional      |
| 66 | 19/04/2007 | Fase de grupos   | Porto Alegre     | Internacional      |           | 1-0       |           | Nacional           |
| Copa Libertadores da América de 2010 |            |                  |                  |                    |           |           |           |                    |
| 67 | 23/02/2010 | Fase de grupos   | Porto Alegre     | Internacional      |           | 2-1       |           | Emelec             |
| 68 | 11/03/2010 | Fase de grupos   | Quito            | Deportivo Quito    |           | 1-1       |           | Internacional      |
| 69 | 18/03/2010 | Fase de grupos   | Rivera           | Cerro              |           | 0-0       |           | Internacional      |
| 70 | 31/03/2010 | Fase de grupos   | Porto Alegre     | Internacional      |           | 2-0       |           | Cerro              |
| 71 | 14/04/2010 | Fase de grupos   | Guayaquil        | Emelec             |           | 0-0       |           | Internacional      |
| 72 | 22/04/2010 | Fase de grupos   | Porto Alegre     | Internacional      |           | 3-0       |           | Deportivo Quito    |
| 73 | 28/04/2010 | Oitavas de final | Banfield         | Banfield           |           | 3-1       |           | Internacional      |
| 74 | 06/05/2010 | Oitavas de final | Porto Alegre     | Internacional      |           | 2-0       |           | Banfield           |
| 75 | 13/05/2010 | Quartas de final | Porto Alegre     | Internacional      |           | 1-0       |           | Estudiantes        |
| 76 | 20/05/2010 | Quartas de final | Quilmes          | Estudiantes        |           | 2-1       |           | Internacional      |
| 77 | 28/07/2010 | Semifinal        | Porto Alegre     | Internacional      |           | 1-0       |           | São Paulo          |
| 78 | 05/08/2010 | Semifinal        | São Paulo        | São Paulo          |           | 2-1       |           | Internacional      |
| 79 | 11/08/2010 | Final            | Guadalajara      | Chivas Guadalajara |           | 1-2       |           | Internacional      |
| 80 | 18/08/2010 | Final            | Porto Alegre     | Internacional      |           | 3-2       |           | Chivas Guadalajara |

| 2011-2020 | 2011-2020  | 2011-2020        | 2011-2020                | 2011-2020            | 2011-2020 | 2011-2020 | 2011-2020 | 2011-2020            |
| --- | ---------- | ---------------- | ------------------------ | -------------------- | --------- | --------- | --------- | -------------------- |
| \| # \| Data \| Fase \| Cidade \| Mandante \| \| Res. \| \| Visitante \| \| ---------------------------------------- \| ---------- \| ---------------- \| ------------------------ \| -------------------- \| \| ---- \| \| -------------------- \| \| Copa Libertadores da América de 2011[9] \| \| \| \| \| \| \| \| \| \| 81 \| 16/02/2011 \| Fase de grupos \| Guayaquil \| Emelec \| \| 1-1 \| \| Internacional \| \| 82 \| 23/02/2011 \| Fase de grupos \| Porto Alegre \| Internacional \| \| 4-0 \| \| Jaguares \| \| 83 \| 16/03/2011 \| Fase de grupos \| Cochabamba \| Jorge Wilstermann \| \| 1-4 \| \| Internacional \| \| 84 \| 30/03/2011 \| Fase de grupos \| Porto Alegre \| Internacional \| \| 3-0 \| \| Jorge Wilstermann \| \| 85 \| 06/04/2011 \| Fase de grupos \| Tuxtla Gutiérrez \| Jaguares \| \| 1-0 \| \| Internacional \| \| 86 \| 19/04/2011 \| Fase de grupos \| Porto Alegre \| Internacional \| \| 2-0 \| \| Emelec \| \| 87 \| 28/04/2011 \| Oitavas de final \| Montevideo \| Penarol \| \| 1-1 \| \| Internacional \| \| 88 \| 04/05/2011 \| Oitavas de final \| Porto Alegre \| Internacional \| \| 1-2 \| \| Penarol \| \| Copa Libertadores da América de 2012[10] \| \| \| \| \| \| \| \| \| \| 89 \| 25/01/2012 \| Primeira fase \| Porto Alegre \| Internacional \| \| 1-0 \| \| Once Caldas \| \| 90 \| 01/02/2012 \| Primeira fase \| Manizales \| Once Caldas \| \| 2-2 \| \| Internacional \| \| 91 \| 09/02/2012 \| Fase de grupos \| Porto Alegre \| Internacional \| \| 2-0 \| \| Juan Aurich \| \| 92 \| 07/03/2012 \| Fase de grupos \| Santos \| Santos \| \| 3-1 \| \| Internacional \| \| 93 \| 13/03/2012 \| Fase de grupos \| Porto Alegre \| Internacional \| \| 5-0 \| \| The Strongest \| \| 94 \| 21/03/2012 \| Fase de grupos \| La Paz \| The Strongest \| \| 1-1 \| \| Internacional \| \| 95 \| 04/04/2012 \| Fase de grupos \| Porto Alegre \| Internacional \| \| 1-1 \| \| Santos \| \| 96 \| 19/04/2012 \| Fase de grupos \| Chiclayo \| Juan Aurich \| \| 1-0 \| \| Internacional \| \| 97 \| 25/04/2012 \| Oitavas de final \| Porto Alegre \| Internacional \| \| 0-0 \| \| Fluminense \| \| 98 \| 10/05/2012 \| Oitavas de final \| Rio de Janeiro \| Fluminense \| \| 2-1 \| \| Internacional \| \| Copa Libertadores da América de 2015[11] \| \| \| \| \| \| \| \| \| \| 99 \| 17/02/2015 \| Fase de grupos \| La Paz \| The Strongest \| \| 3-1 \| \| Internacional \| \| 100 \| 26/02/2015 \| Fase de grupos \| Porto Alegre \| Internacional \| \| 3-1 \| \| Universidad de Chile \| \| 101 \| 04/03/2015 \| Fase de grupos \| Porto Alegre \| Internacional \| \| 3-2 \| \| Emelec \| \| 102 \| 18/03/2015 \| Fase de grupos \| Manta \| Emelec \| \| 1-1 \| \| Internacional \| \| 103 \| 16/04/2015 \| Fase de grupos \| Santiago \| Universidad de Chile \| \| 0-4 \| \| Internacional \| \| 104 \| 22/04/2015 \| Fase de grupos \| Porto Alegre \| Internacional \| \| 1-0 \| \| The Strongest \| \| 105 \| 06/05/2015 \| Oitavas de final \| Belo Horizonte \| Atlético mineiro \| \| 2-2 \| \| Internacional \| \| 106 \| 13/05/2015 \| Oitavas de final \| Porto Alegre \| Internacional \| \| 3-1 \| \| Atlético mineiro \| \| 107 \| 20/05/2015 \| Quartas de final \| Bogotá \| Santa Fe \| \| 1-0 \| \| Internacional \| \| 108 \| 27/05/2015 \| Quartas de final \| Porto Alegre \| Internacional \| \| 2-0 \| \| Santa Fe \| \| 109 \| 15/07/2015 \| Semifinal \| Porto Alegre \| Internacional \| \| 2-1 \| \| Tigres \| \| 110 \| 22/07/2015 \| Semifinal \| San Nicolás de los Garza \| Tigres \| \| 3-1 \| \| Internacional \| \| Copa Libertadores da América de 2019[12] \| \| \| \| \| \| \| \| \| \| 111 \| 06/03/2019 \| Fase de grupos \| Santiago \| Palestino \| \| 0-1 \| \| Internacional \| \| 112 \| 13/03/2019 \| Fase de grupos \| Porto Alegre \| Internacional \| \| 2-0 \| \| Alianza Lima \| \| 113 \| 03/04/2019 \| Fase de grupos \| Porto Alegre \| Internacional \| \| 2-2 \| \| River Plate \| \| 114 \| 09/04/2019 \| Fase de grupos \| Porto Alegre \| Internacional \| \| 3-2 \| \| Palestino \| \| 115 \| 24/04/2019 \| Fase de grupos \| Lima \| Alianza Lima \| \| 0-1 \| \| Internacional \| \| 116 \| 07/05/2019 \| Fase de grupos \| Buenos Aires \| River Plate \| \| 2-2 \| \| Internacional \| \| 117 \| 24/07/2019 \| Oitavas de final \| Montevideo \| Nacional \| \| 0-1 \| \| Internacional \| \| 118 \| 31/07/2019 \| Oitavas de final \| Porto Alegre \| Internacional \| \| 2-0 \| \| Nacional \| \| 119 \| 21/08/2019 \| Quartas de final \| Rio de Janeiro \| Flamengo \| \| 2-0 \| \| Internacional \| \| 120 \| 28/08/2019 \| Quartas de final \| Porto Alegre \| Internacional \| \| 1-1 \| \| Flamengo \| \| Copa Libertadores da América de 2020[13] \| \| \| \| \| \| \| \| \| \| 121 \| 04/02/2020 \| Fase 2 \| Santiago \| Universidad de Chile \| \| 0-0 \| \| Internacional \| \| 122 \| 11/02/2020 \| Fase 2 \| Porto Alegre \| Internacional \| \| 2-0 \| \| Universidad de Chile \| \| 123 \| 19/02/2020 \| Fase 3 \| Ibagué \| Deportes Tolima \| \| 0-0 \| \| Internacional \| \| 124 \| 26/02/2020 \| Fase 3 \| Porto Alegre \| Internacional \| \| 1-0 \| \| Deportes Tolima \| \| 125 \| 03/03/2020 \| Fase de grupos \| Porto Alegre \| Internacional \| \| 3-0 \| \| Universidad Católica \| \| 126 \| 12/03/2020 \| Fase de grupos \| Porto Alegre \| Grêmio \| \| 0-0 \| \| Internacional \| \| 127 \| 16/09/2020 \| Fase de grupos \| Porto Alegre \| Internacional \| \| 4-3 \| \| América de Cali \| \| 128 \| 23/09/2020 \| Fase de grupos \| Porto Alegre \| Internacional \| \| 0-1 \| \| Grêmio \| \| 129 \| 29/09/2020 \| Fase de grupos \| Cali \| América de Cali \| \| 0-0 \| \| Internacional \| \| 130 \| 22/10/2020 \| Fase de grupos \| Santiago \| Universidad Católica \| \| 2-1 \| \| Internacional \| \| 131 \| 02/12/2020 \| Oitavas de final \| Porto Alegre \| Internacional \| \| 0-1 \| \| Boca Juniors \| \| 132 \| 09/12/2020 \| Oitavas de final \| Buenos Aires \| Boca Juniors \| \| 0-1 \| \| Internacional \| |            |                  |                          |                      |           |           |           |                      |
| # | Data       | Fase             | Cidade                   | Mandante             |           | Res.      |           | Visitante            |
| Copa Libertadores da América de 2011 |            |                  |                          |                      |           |           |           |                      |
| 81 | 16/02/2011 | Fase de grupos   | Guayaquil                | Emelec               |           | 1-1       |           | Internacional        |
| 82 | 23/02/2011 | Fase de grupos   | Porto Alegre             | Internacional        |           | 4-0       |           | Jaguares             |
| 83 | 16/03/2011 | Fase de grupos   | Cochabamba               | Jorge Wilstermann    |           | 1-4       |           | Internacional        |
| 84 | 30/03/2011 | Fase de grupos   | Porto Alegre             | Internacional        |           | 3-0       |           | Jorge Wilstermann    |
| 85 | 06/04/2011 | Fase de grupos   | Tuxtla Gutiérrez         | Jaguares             |           | 1-0       |           | Internacional        |
| 86 | 19/04/2011 | Fase de grupos   | Porto Alegre             | Internacional        |           | 2-0       |           | Emelec               |
| 87 | 28/04/2011 | Oitavas de final | Montevideo               | Penarol              |           | 1-1       |           | Internacional        |
| 88 | 04/05/2011 | Oitavas de final | Porto Alegre             | Internacional        |           | 1-2       |           | Penarol              |
| Copa Libertadores da América de 2012 |            |                  |                          |                      |           |           |           |                      |
| 89 | 25/01/2012 | Primeira fase    | Porto Alegre             | Internacional        |           | 1-0       |           | Once Caldas          |
| 90 | 01/02/2012 | Primeira fase    | Manizales                | Once Caldas          |           | 2-2       |           | Internacional        |
| 91 | 09/02/2012 | Fase de grupos   | Porto Alegre             | Internacional        |           | 2-0       |           | Juan Aurich          |
| 92 | 07/03/2012 | Fase de grupos   | Santos                   | Santos               |           | 3-1       |           | Internacional        |
| 93 | 13/03/2012 | Fase de grupos   | Porto Alegre             | Internacional        |           | 5-0       |           | The Strongest        |
| 94 | 21/03/2012 | Fase de grupos   | La Paz                   | The Strongest        |           | 1-1       |           | Internacional        |
| 95 | 04/04/2012 | Fase de grupos   | Porto Alegre             | Internacional        |           | 1-1       |           | Santos               |
| 96 | 19/04/2012 | Fase de grupos   | Chiclayo                 | Juan Aurich          |           | 1-0       |           | Internacional        |
| 97 | 25/04/2012 | Oitavas de final | Porto Alegre             | Internacional        |           | 0-0       |           | Fluminense           |
| 98 | 10/05/2012 | Oitavas de final | Rio de Janeiro           | Fluminense           |           | 2-1       |           | Internacional        |
| Copa Libertadores da América de 2015 |            |                  |                          |                      |           |           |           |                      |
| 99 | 17/02/2015 | Fase de grupos   | La Paz                   | The Strongest        |           | 3-1       |           | Internacional        |
| 100 | 26/02/2015 | Fase de grupos   | Porto Alegre             | Internacional        |           | 3-1       |           | Universidad de Chile |
| 101 | 04/03/2015 | Fase de grupos   | Porto Alegre             | Internacional        |           | 3-2       |           | Emelec               |
| 102 | 18/03/2015 | Fase de grupos   | Manta                    | Emelec               |           | 1-1       |           | Internacional        |
| 103 | 16/04/2015 | Fase de grupos   | Santiago                 | Universidad de Chile |           | 0-4       |           | Internacional        |
| 104 | 22/04/2015 | Fase de grupos   | Porto Alegre             | Internacional        |           | 1-0       |           | The Strongest        |
| 105 | 06/05/2015 | Oitavas de final | Belo Horizonte           | Atlético mineiro     |           | 2-2       |           | Internacional        |
| 106 | 13/05/2015 | Oitavas de final | Porto Alegre             | Internacional        |           | 3-1       |           | Atlético mineiro     |
| 107 | 20/05/2015 | Quartas de final | Bogotá                   | Santa Fe             |           | 1-0       |           | Internacional        |
| 108 | 27/05/2015 | Quartas de final | Porto Alegre             | Internacional        |           | 2-0       |           | Santa Fe             |
| 109 | 15/07/2015 | Semifinal        | Porto Alegre             | Internacional        |           | 2-1       |           | Tigres               |
| 110 | 22/07/2015 | Semifinal        | San Nicolás de los Garza | Tigres               |           | 3-1       |           | Internacional        |
| Copa Libertadores da América de 2019 |            |                  |                          |                      |           |           |           |                      |
| 111 | 06/03/2019 | Fase de grupos   | Santiago                 | Palestino            |           | 0-1       |           | Internacional        |
| 112 | 13/03/2019 | Fase de grupos   | Porto Alegre             | Internacional        |           | 2-0       |           | Alianza Lima         |
| 113 | 03/04/2019 | Fase de grupos   | Porto Alegre             | Internacional        |           | 2-2       |           | River Plate          |
| 114 | 09/04/2019 | Fase de grupos   | Porto Alegre             | Internacional        |           | 3-2       |           | Palestino            |
| 115 | 24/04/2019 | Fase de grupos   | Lima                     | Alianza Lima         |           | 0-1       |           | Internacional        |
| 116 | 07/05/2019 | Fase de grupos   | Buenos Aires             | River Plate          |           | 2-2       |           | Internacional        |
| 117 | 24/07/2019 | Oitavas de final | Montevideo               | Nacional             |           | 0-1       |           | Internacional        |
| 118 | 31/07/2019 | Oitavas de final | Porto Alegre             | Internacional        |           | 2-0       |           | Nacional             |
| 119 | 21/08/2019 | Quartas de final | Rio de Janeiro           | Flamengo             |           | 2-0       |           | Internacional        |
| 120 | 28/08/2019 | Quartas de final | Porto Alegre             | Internacional        |           | 1-1       |           | Flamengo             |
| Copa Libertadores da América de 2020 |            |                  |                          |                      |           |           |           |                      |
| 121 | 04/02/2020 | Fase 2           | Santiago                 | Universidad de Chile |           | 0-0       |           | Internacional        |
| 122 | 11/02/2020 | Fase 2           | Porto Alegre             | Internacional        |           | 2-0       |           | Universidad de Chile |
| 123 | 19/02/2020 | Fase 3           | Ibagué                   | Deportes Tolima      |           | 0-0       |           | Internacional        |
| 124 | 26/02/2020 | Fase 3           | Porto Alegre             | Internacional        |           | 1-0       |           | Deportes Tolima      |
| 125 | 03/03/2020 | Fase de grupos   | Porto Alegre             | Internacional        |           | 3-0       |           | Universidad Católica |
| 126 | 12/03/2020 | Fase de grupos   | Porto Alegre             | Grêmio               |           | 0-0       |           | Internacional        |
| 127 | 16/09/2020 | Fase de grupos   | Porto Alegre             | Internacional        |           | 4-3       |           | América de Cali      |
| 128 | 23/09/2020 | Fase de grupos   | Porto Alegre             | Internacional        |           | 0-1       |           | Grêmio               |
| 129 | 29/09/2020 | Fase de grupos   | Cali                     | América de Cali      |           | 0-0       |           | Internacional        |
| 130 | 22/10/2020 | Fase de grupos   | Santiago                 | Universidad Católica |           | 2-1       |           | Internacional        |
| 131 | 02/12/2020 | Oitavas de final | Porto Alegre             | Internacional        |           | 0-1       |           | Boca Juniors         |
| 132 | 09/12/2020 | Oitavas de final | Buenos Aires             | Boca Juniors         |           | 0-1       |           | Internacional        |

| 2021-2030 | 2021-2030  | 2021-2030        | 2021-2030      | 2021-2030              | 2021-2030 | 2021-2030 | 2021-2030 | 2021-2030              |
| --- | ---------- | ---------------- | -------------- | ---------------------- | --------- | --------- | --------- | ---------------------- |
| \| # \| Data \| Fase \| Cidade \| Mandante \| \| Res. \| \| Visitante \| \| ---------------------------------------- \| ---------- \| ---------------- \| -------------- \| ---------------------- \| \| ---- \| \| ---------------------- \| \| Copa Libertadores da América de 2021[14] \| \| \| \| \| \| \| \| \| \| 133 \| 20/04/2021 \| Fase de grupos \| La Paz \| Always Ready \| \| 2-0 \| \| Internacional \| \| 134 \| 27/04/2021 \| Fase de grupos \| Porto Alegre \| Internacional \| \| 4-0 \| \| Deportivo Táchira \| \| 135 \| 05/05/2021 \| Fase de grupos \| Porto Alegre \| Internacional \| \| 6-1 \| \| Olimpia \| \| 136 \| 11/05/2021 \| Fase de grupos \| San Cristóbal \| Deportivo Táchira \| \| 2-1 \| \| Internacional \| \| 137 \| 20/05/2021 \| Fase de grupos \| Asunción \| Olimpia \| \| 0-1 \| \| Internacional \| \| 138 \| 26/05/2021 \| Fase de grupos \| Porto Alegre \| Internacional \| \| 0-0 \| \| Always Ready \| \| 139 \| 15/07/2021 \| Oitavas de final \| Asunción \| Olimpia \| \| 0-0 \| \| Internacional \| \| 140 \| 22/07/2021 \| Oitavas de final \| Porto Alegre \| Internacional \| \| 0-0 \| \| Olimpia \| \| Copa Libertadores da América de 2023[15] \| \| \| \| \| \| \| \| \| \| 141 \| 04/04/2023 \| Fase de grupos \| Medellín \| Independiente Medellín \| \| 1-1 \| \| Internacional \| \| 142 \| 18/04/2023 \| Fase de grupos \| Porto Alegre \| Internacional \| \| 1-0 \| \| Metropolitanos \| \| 143 \| 03/05/2023 \| Fase de grupos \| Porto Alegre \| Internacional \| \| 2-2 \| \| Nacional \| \| 144 \| 25/05/2023 \| Fase de grupos \| Caracas \| Metropolitanos \| \| 1-2 \| \| Internacional \| \| 145 \| 07/06/2023 \| Fase de grupos \| Montevideo \| Nacional \| \| 1-1 \| \| Internacional \| \| 146 \| 28/06/2023 \| Fase de grupos \| Porto Alegre \| Internacional \| \| 3-1 \| \| Independiente Medellín \| \| 147 \| 01/08/2023 \| Oitavas de final \| Buenos Aires \| River Plate \| \| 2-1 \| \| Internacional \| \| 148 \| 08/08/2023 \| Oitavas de final \| Porto Alegre \| Internacional \| \| 2-1 \| \| River Plate \| \| 149 \| 22/08/2023 \| Quartas de final \| La Paz \| Bolívar \| \| 0-1 \| \| Internacional \| \| 150 \| 29/08/2023 \| Quartas de final \| Porto Alegre \| Internacional \| \| 2-0 \| \| Bolívar \| \| 151 \| 27/09/2023 \| Semifinal \| Rio de Janeiro \| Fluminense \| \| 2-2 \| \| Internacional \| \| 152 \| 04/10/2023 \| Semifinal \| Porto Alegre \| Internacional \| \| 1-2 \| \| Fluminense \| \| Copa Libertadores da América de 2025 \| \| \| \| \| \| \| \| \| \| 153 \| 03/04/2025 \| Fase de grupos \| Salvador \| Bahia \| \| 1-1 \| \| Internacional \| \| 154 \| 10/04/2025 \| Fase de grupos \| Porto Alegre \| Internacional \| \| 3-0 \| \| Atlético Nacional \| \| 155 \| 22/04/2025 \| Fase de grupos \| Porto Alegre \| Internacional \| \| 3-3 \| \| Nacional \| \| 156 \| 08/05/2025 \| Fase de grupos \| Medellín \| Atlético Nacional \| \| 3-1 \| \| Internacional \| \| 157 \| 15/05/2025 \| Fase de grupos \| Montevideo \| Nacional \| \| 0-2 \| \| Internacional \| \| 158 \| 28/05/2025 \| Fase de grupos \| Porto Alegre \| Internacional \| \| 2-1 \| \| Bahia \| |            |                  |                |                        |           |           |           |                        |
| # | Data       | Fase             | Cidade         | Mandante               |           | Res.      |           | Visitante              |
| Copa Libertadores da América de 2021 |            |                  |                |                        |           |           |           |                        |
| 133 | 20/04/2021 | Fase de grupos   | La Paz         | Always Ready           |           | 2-0       |           | Internacional          |
| 134 | 27/04/2021 | Fase de grupos   | Porto Alegre   | Internacional          |           | 4-0       |           | Deportivo Táchira      |
| 135 | 05/05/2021 | Fase de grupos   | Porto Alegre   | Internacional          |           | 6-1       |           | Olimpia                |
| 136 | 11/05/2021 | Fase de grupos   | San Cristóbal  | Deportivo Táchira      |           | 2-1       |           | Internacional          |
| 137 | 20/05/2021 | Fase de grupos   | Asunción       | Olimpia                |           | 0-1       |           | Internacional          |
| 138 | 26/05/2021 | Fase de grupos   | Porto Alegre   | Internacional          |           | 0-0       |           | Always Ready           |
| 139 | 15/07/2021 | Oitavas de final | Asunción       | Olimpia                |           | 0-0       |           | Internacional          |
| 140 | 22/07/2021 | Oitavas de final | Porto Alegre   | Internacional          |           | 0-0       |           | Olimpia                |
| Copa Libertadores da América de 2023 |            |                  |                |                        |           |           |           |                        |
| 141 | 04/04/2023 | Fase de grupos   | Medellín       | Independiente Medellín |           | 1-1       |           | Internacional          |
| 142 | 18/04/2023 | Fase de grupos   | Porto Alegre   | Internacional          |           | 1-0       |           | Metropolitanos         |
| 143 | 03/05/2023 | Fase de grupos   | Porto Alegre   | Internacional          |           | 2-2       |           | Nacional               |
| 144 | 25/05/2023 | Fase de grupos   | Caracas        | Metropolitanos         |           | 1-2       |           | Internacional          |
| 145 | 07/06/2023 | Fase de grupos   | Montevideo     | Nacional               |           | 1-1       |           | Internacional          |
| 146 | 28/06/2023 | Fase de grupos   | Porto Alegre   | Internacional          |           | 3-1       |           | Independiente Medellín |
| 147 | 01/08/2023 | Oitavas de final | Buenos Aires   | River Plate            |           | 2-1       |           | Internacional          |
| 148 | 08/08/2023 | Oitavas de final | Porto Alegre   | Internacional          |           | 2-1       |           | River Plate            |
| 149 | 22/08/2023 | Quartas de final | La Paz         | Bolívar                |           | 0-1       |           | Internacional          |
| 150 | 29/08/2023 | Quartas de final | Porto Alegre   | Internacional          |           | 2-0       |           | Bolívar                |
| 151 | 27/09/2023 | Semifinal        | Rio de Janeiro | Fluminense             |           | 2-2       |           | Internacional          |
| 152 | 04/10/2023 | Semifinal        | Porto Alegre   | Internacional          |           | 1-2       |           | Fluminense             |
| Copa Libertadores da América de 2025 |            |                  |                |                        |           |           |           |                        |
| 153 | 03/04/2025 | Fase de grupos   | Salvador       | Bahia                  |           | 1-1       |           | Internacional          |
| 154 | 10/04/2025 | Fase de grupos   | Porto Alegre   | Internacional          |           | 3-0       |           | Atlético Nacional      |
| 155 | 22/04/2025 | Fase de grupos   | Porto Alegre   | Internacional          |           | 3-3       |           | Nacional               |
| 156 | 08/05/2025 | Fase de grupos   | Medellín       | Atlético Nacional      |           | 3-1       |           | Internacional          |
| 157 | 15/05/2025 | Fase de grupos   | Montevideo     | Nacional               |           | 0-2       |           | Internacional          |
| 158 | 28/05/2025 | Fase de grupos   | Porto Alegre   | Internacional          |           | 2-1       |           | Bahia                  |

### Copa Sul-Americana
| 2001-2010 | 2001-2010  | 2001-2010        | 2001-2010      | 2001-2010            | 2001-2010 | 2001-2010 | 2001-2010 | 2001-2010            |
| --- | ---------- | ---------------- | -------------- | -------------------- | --------- | --------- | --------- | -------------------- |
| \| # \| Data \| Fase \| Cidade \| Mandante \| \| Res. \| \| Visitante \| \| ------------------------------ \| ---------- \| ---------------- \| -------------- \| -------------------- \| \| ---- \| \| -------------------- \| \| Copa Sul-Americana de 2003[16] \| \| \| \| \| \| \| \| \| \| 1 \| 13/08/2003 \| Primeira fase \| Santos \| Santos \| \| 1-1 \| \| Internacional \| \| 2 \| 27/08/2003 \| Primeira fase \| Porto Alegre \| Internacional \| \| 3-1 \| \| Flamengo \| \| Copa Sul-Americana de 2004[17] \| \| \| \| \| \| \| \| \| \| 3 \| 25/08/2004 \| Primeira fase \| Florianópolis \| Figueirense \| \| 0-0 \| \| Internacional \| \| 4 \| 04/09/2004 \| Primeira fase \| Porto Alegre \| Internacional \| \| 1-1 \| \| Figueirense \| \| 5 \| 15/09/2004 \| Segunda fase \| Porto Alegre \| Internacional \| \| 2-0 \| \| Grêmio \| \| 6 \| 22/09/2004 \| Segunda fase \| Porto Alegre \| Grêmio \| \| 2-1 \| \| Internacional \| \| 7 \| 10/10/2004 \| Oitavas de final \| Porto Alegre \| Internacional \| \| 3-1 \| \| Cruzeiro \| \| 8 \| 20/10/2004 \| Oitavas de final \| Belo horizonte \| Cruzeiro \| \| 0-1 \| \| Internacional \| \| 9 \| 03/11/2004 \| Quartas de final \| Porto Alegre \| Internacional \| \| 1-0 \| \| Junior \| \| 10 \| 10/11/2004 \| Quartas de final \| Baranquilla \| Junior \| \| 1-1 \| \| Internacional \| \| 11 \| 24/11/2004 \| Semifinal \| Buenos Aires \| Boca Juniors \| \| 4-2 \| \| Internacional \| \| 12 \| 01/12/2004 \| Semifinal \| Porto Alegre \| Internacional \| \| 0-0 \| \| Boca Juniors \| \| Copa Sul-Americana de 2005[18] \| \| \| \| \| \| \| \| \| \| 13 \| 17/08/2005 \| Primeira fase \| Porto Alegre \| Internacional \| \| 2-1 \| \| São Paulo \| \| 14 \| 01/09/2005 \| Primeira fase \| São Paulo \| São Paulo \| \| 1-1 \| \| Internacional \| \| 15 \| 15/09/2005 \| Oitavas de final \| Rosário \| Rosário Central \| \| 0-1 \| \| Internacional \| \| 16 \| 29/09/2005 \| Oitavas de final \| Porto Alegre \| Internacional \| \| 1-1 \| \| Rosário Central \| \| 17 \| 19/10/2005 \| Quartas de final \| Porto Alegre \| Internacional \| \| 1-0 \| \| Boca Juniors \| \| 18 \| 10/11/2005 \| Quartas de final \| Buenos Aires \| Boca Juniors \| \| 4-1 \| \| Internacional \| \| Copa Sul-Americana de 2008[19] \| \| \| \| \| \| \| \| \| \| 19 \| 13/08/2008 \| Primeira fase \| Porto Alegre \| Internacional \| \| 1-1 \| \| Grêmio \| \| 20 \| 28/08/2008 \| Primeira fase \| Porto Alegre \| Grêmio \| \| 2-2 \| \| Internacional \| \| 21 \| 25/09/2008 \| Oitavas de final \| Santiago \| Universidad Católica \| \| 1-1 \| \| Internacional \| \| 22 \| 01/10/2008 \| Oitavas de final \| Porto Alegre \| Internacional \| \| 0-0 \| \| Universidad Católica \| \| 23 \| 22/10/2008 \| Quartas de final \| Porto Alegre \| Internacional \| \| 2-0 \| \| Boca Juniors \| \| 24 \| 06/11/2008 \| Quartas de final \| Buenos Aires \| Boca Juniors \| \| 1-2 \| \| Internacional \| \| 25 \| 12/11/2008 \| Semifinal \| Guadalajara \| Chivas Guadalajara \| \| 0-2 \| \| Internacional \| \| 26 \| 19/11/2008 \| Semifinal \| Porto Alegre \| Internacional \| \| 4-0 \| \| Chivas Guadalajara \| \| 27 \| 26/11/2008 \| Final \| La Plata \| Estudiantes \| \| 0-1 \| \| Internacional \| \| 28 \| 03/12/2008 \| Final \| Porto Alegre \| Internacional \| \| 1-1 \| \| Estudiantes \| \| Copa Sul-Americana de 2009[20] \| \| \| \| \| \| \| \| \| \| 29 \| 23/08/2009 \| Oitavas de final \| Porto Alegre \| Internacional \| \| 1-1 \| \| Universidad de Chile \| \| 30 \| 30/08/2009 \| Oitavas de final \| Santiago \| Universidad de Chile \| \| 1-0 \| \| Internacional \| |            |                  |                |                      |           |           |           |                      |
| # | Data       | Fase             | Cidade         | Mandante             |           | Res.      |           | Visitante            |
| Copa Sul-Americana de 2003 |            |                  |                |                      |           |           |           |                      |
| 1 | 13/08/2003 | Primeira fase    | Santos         | Santos               |           | 1-1       |           | Internacional        |
| 2 | 27/08/2003 | Primeira fase    | Porto Alegre   | Internacional        |           | 3-1       |           | Flamengo             |
| Copa Sul-Americana de 2004 |            |                  |                |                      |           |           |           |                      |
| 3 | 25/08/2004 | Primeira fase    | Florianópolis  | Figueirense          |           | 0-0       |           | Internacional        |
| 4 | 04/09/2004 | Primeira fase    | Porto Alegre   | Internacional        |           | 1-1       |           | Figueirense          |
| 5 | 15/09/2004 | Segunda fase     | Porto Alegre   | Internacional        |           | 2-0       |           | Grêmio               |
| 6 | 22/09/2004 | Segunda fase     | Porto Alegre   | Grêmio               |           | 2-1       |           | Internacional        |
| 7 | 10/10/2004 | Oitavas de final | Porto Alegre   | Internacional        |           | 3-1       |           | Cruzeiro             |
| 8 | 20/10/2004 | Oitavas de final | Belo horizonte | Cruzeiro             |           | 0-1       |           | Internacional        |
| 9 | 03/11/2004 | Quartas de final | Porto Alegre   | Internacional        |           | 1-0       |           | Junior               |
| 10 | 10/11/2004 | Quartas de final | Baranquilla    | Junior               |           | 1-1       |           | Internacional        |
| 11 | 24/11/2004 | Semifinal        | Buenos Aires   | Boca Juniors         |           | 4-2       |           | Internacional        |
| 12 | 01/12/2004 | Semifinal        | Porto Alegre   | Internacional        |           | 0-0       |           | Boca Juniors         |
| Copa Sul-Americana de 2005 |            |                  |                |                      |           |           |           |                      |
| 13 | 17/08/2005 | Primeira fase    | Porto Alegre   | Internacional        |           | 2-1       |           | São Paulo            |
| 14 | 01/09/2005 | Primeira fase    | São Paulo      | São Paulo            |           | 1-1       |           | Internacional        |
| 15 | 15/09/2005 | Oitavas de final | Rosário        | Rosário Central      |           | 0-1       |           | Internacional        |
| 16 | 29/09/2005 | Oitavas de final | Porto Alegre   | Internacional        |           | 1-1       |           | Rosário Central      |
| 17 | 19/10/2005 | Quartas de final | Porto Alegre   | Internacional        |           | 1-0       |           | Boca Juniors         |
| 18 | 10/11/2005 | Quartas de final | Buenos Aires   | Boca Juniors         |           | 4-1       |           | Internacional        |
| Copa Sul-Americana de 2008 |            |                  |                |                      |           |           |           |                      |
| 19 | 13/08/2008 | Primeira fase    | Porto Alegre   | Internacional        |           | 1-1       |           | Grêmio               |
| 20 | 28/08/2008 | Primeira fase    | Porto Alegre   | Grêmio               |           | 2-2       |           | Internacional        |
| 21 | 25/09/2008 | Oitavas de final | Santiago       | Universidad Católica |           | 1-1       |           | Internacional        |
| 22 | 01/10/2008 | Oitavas de final | Porto Alegre   | Internacional        |           | 0-0       |           | Universidad Católica |
| 23 | 22/10/2008 | Quartas de final | Porto Alegre   | Internacional        |           | 2-0       |           | Boca Juniors         |
| 24 | 06/11/2008 | Quartas de final | Buenos Aires   | Boca Juniors         |           | 1-2       |           | Internacional        |
| 25 | 12/11/2008 | Semifinal        | Guadalajara    | Chivas Guadalajara   |           | 0-2       |           | Internacional        |
| 26 | 19/11/2008 | Semifinal        | Porto Alegre   | Internacional        |           | 4-0       |           | Chivas Guadalajara   |
| 27 | 26/11/2008 | Final            | La Plata       | Estudiantes          |           | 0-1       |           | Internacional        |
| 28 | 03/12/2008 | Final            | Porto Alegre   | Internacional        |           | 1-1       |           | Estudiantes          |
| Copa Sul-Americana de 2009 |            |                  |                |                      |           |           |           |                      |
| 29 | 23/08/2009 | Oitavas de final | Porto Alegre   | Internacional        |           | 1-1       |           | Universidad de Chile |
| 30 | 30/08/2009 | Oitavas de final | Santiago       | Universidad de Chile |           | 1-0       |           | Internacional        |

| 2011-2020 | 2011-2020  | 2011-2020    | 2011-2020    | 2011-2020     | 2011-2020 | 2011-2020 | 2011-2020 | 2011-2020     |
| --- | ---------- | ------------ | ------------ | ------------- | --------- | --------- | --------- | ------------- |
| \| # \| Data \| Fase \| Cidade \| Mandante \| \| Res. \| \| Visitante \| \| ------------------------------ \| ---------- \| ------------ \| ------------ \| ------------- \| \| ---- \| \| ------------- \| \| Copa Sul-Americana de 2014[21] \| \| \| \| \| \| \| \| \| \| 31 \| 27/08/2014 \| Segunda fase \| Porto Alegre \| Internacional \| \| 0-2 \| \| Bahia \| \| 32 \| 04/09/2014 \| Segunda fase \| Salvador \| Bahia \| \| 1-1 \| \| Internacional \| |            |              |              |               |           |           |           |               |
| # | Data       | Fase         | Cidade       | Mandante      |           | Res.      |           | Visitante     |
| Copa Sul-Americana de 2014 |            |              |              |               |           |           |           |               |
| 31 | 27/08/2014 | Segunda fase | Porto Alegre | Internacional |           | 0-2       |           | Bahia         |
| 32 | 04/09/2014 | Segunda fase | Salvador     | Bahia         |           | 1-1       |           | Internacional |

| 2021-2030 | 2021-2030  | 2021-2030        | 2021-2030     | 2021-2030              | 2021-2030 | 2021-2030 | 2021-2030 | 2021-2030              |
| --- | ---------- | ---------------- | ------------- | ---------------------- | --------- | --------- | --------- | ---------------------- |
| \| # \| Data \| Fase \| Cidade \| Mandante \| \| Res. \| \| Visitante \| \| ------------------------------ \| ---------- \| ---------------- \| ------------- \| ---------------------- \| \| ---- \| \| ---------------------- \| \| Copa Sul-Americana de 2022[22] \| \| \| \| \| \| \| \| \| \| 33 \| 06/04/2022 \| Fase de grupos \| Manta \| 9 de Octubre \| \| 2-2 \| \| Internacional \| \| 34 \| 14/04/2022 \| Fase de grupos \| Porto Alegre \| Internacional \| \| 1-1 \| \| Guaireña \| \| 35 \| 26/04/2022 \| Fase de grupos \| Pereira \| Independiente Medellín \| \| 0-1 \| \| Internacional \| \| 36 \| 05/05/2022 \| Fase de grupos \| Asunción \| Guaireña \| \| 1-1 \| \| Internacional \| \| 37 \| 17/05/2022 \| Fase de grupos \| Porto Alegre \| Internacional \| \| 2-0 \| \| Independiente Medellín \| \| 38 \| 24/05/2022 \| Fase de grupos \| Porto Alegre \| Internacional \| \| 5-1 \| \| 9 de Octubre \| \| 39 \| 28/06/2022 \| Oitavas de final \| Santiago \| Colo-Colo \| \| 2-0 \| \| Internacional \| \| 40 \| 05/07/2022 \| Oitavas de final \| Porto Alegre \| Internacional \| \| 4-1 \| \| Colo-Colo \| \| 41 \| 04/08/2022 \| Quartas de final \| Arequipa \| Melgar \| \| 0-0 \| \| Internacional \| \| 42 \| 11/08/2022 \| Quartas de final \| Porto Alegre \| Internacional \| \| 0-0 \| \| Melgar \| \| Copa Sul-Americana de 2024[23] \| \| \| \| \| \| \| \| \| \| 43 \| 02/04/2024 \| Fase de grupos \| Córdoba \| Belgrano \| \| 0-0 \| \| Internacional \| \| 44 \| 10/04/2024 \| Fase de grupos \| Porto Alegre \| Internacional \| \| 0-0 \| \| Real Tomayapo \| \| 45 \| 25/04/2024 \| Fase de grupos \| Manta \| Delfín \| \| 1-2 \| \| Internacional \| \| 46 \| 28/05/2024 \| Fase de grupos \| Barueri \| Internacional \| \| 1-2 \| \| Belgrano \| \| 47 \| 04/06/2024 \| Fase de grupos \| Tarija \| Real Tomayapo \| \| 0-2 \| \| Internacional \| \| 48 \| 08/06/2024 \| Fase de grupos \| Caxias do Sul \| Internacional \| \| 1-0 \| \| Delfín \| \| 49 \| 16/07/2024 \| Play-offs \| Rosário \| Rosário Central \| \| 1-0 \| \| Internacional \| \| 50 \| 23/07/2024 \| Play-offs \| Porto Alegre \| Internacional \| \| 1-1 \| \| Rosário Central \| |            |                  |               |                        |           |           |           |                        |
| # | Data       | Fase             | Cidade        | Mandante               |           | Res.      |           | Visitante              |
| Copa Sul-Americana de 2022 |            |                  |               |                        |           |           |           |                        |
| 33 | 06/04/2022 | Fase de grupos   | Manta         | 9 de Octubre           |           | 2-2       |           | Internacional          |
| 34 | 14/04/2022 | Fase de grupos   | Porto Alegre  | Internacional          |           | 1-1       |           | Guaireña               |
| 35 | 26/04/2022 | Fase de grupos   | Pereira       | Independiente Medellín |           | 0-1       |           | Internacional          |
| 36 | 05/05/2022 | Fase de grupos   | Asunción      | Guaireña               |           | 1-1       |           | Internacional          |
| 37 | 17/05/2022 | Fase de grupos   | Porto Alegre  | Internacional          |           | 2-0       |           | Independiente Medellín |
| 38 | 24/05/2022 | Fase de grupos   | Porto Alegre  | Internacional          |           | 5-1       |           | 9 de Octubre           |
| 39 | 28/06/2022 | Oitavas de final | Santiago      | Colo-Colo              |           | 2-0       |           | Internacional          |
| 40 | 05/07/2022 | Oitavas de final | Porto Alegre  | Internacional          |           | 4-1       |           | Colo-Colo              |
| 41 | 04/08/2022 | Quartas de final | Arequipa      | Melgar                 |           | 0-0       |           | Internacional          |
| 42 | 11/08/2022 | Quartas de final | Porto Alegre  | Internacional          |           | 0-0       |           | Melgar                 |
| Copa Sul-Americana de 2024 |            |                  |               |                        |           |           |           |                        |
| 43 | 02/04/2024 | Fase de grupos   | Córdoba       | Belgrano               |           | 0-0       |           | Internacional          |
| 44 | 10/04/2024 | Fase de grupos   | Porto Alegre  | Internacional          |           | 0-0       |           | Real Tomayapo          |
| 45 | 25/04/2024 | Fase de grupos   | Manta         | Delfín                 |           | 1-2       |           | Internacional          |
| 46 | 28/05/2024 | Fase de grupos   | Barueri       | Internacional          |           | 1-2       |           | Belgrano               |
| 47 | 04/06/2024 | Fase de grupos   | Tarija        | Real Tomayapo          |           | 0-2       |           | Internacional          |
| 48 | 08/06/2024 | Fase de grupos   | Caxias do Sul | Internacional          |           | 1-0       |           | Delfín                 |
| 49 | 16/07/2024 | Play-offs        | Rosário       | Rosário Central        |           | 1-0       |           | Internacional          |
| 50 | 23/07/2024 | Play-offs        | Porto Alegre  | Internacional          |           | 1-1       |           | Rosário Central        |

### Recopa Sul-Americana[24]
| 2001-2010 | 2001-2010  | 2001-2010 | 2001-2010    | 2001-2010     | 2001-2010 | 2001-2010 | 2001-2010 | 2001-2010     |
| --- | ---------- | --------- | ------------ | ------------- | --------- | --------- | --------- | ------------- |
| \| # \| Data \| Fase \| Cidade \| Mandante \| \| Res. \| \| Visitante \| \| ---------------------------- \| ---------- \| ----- \| ------------ \| ------------- \| \| ---- \| \| ------------- \| \| Recopa Sul-Americana de 2007 \| \| \| \| \| \| \| \| \| \| 1 \| 31/05/2007 \| Final \| Pachuca \| Pachuca \| \| 2-1 \| \| Internacional \| \| 2 \| 07/06/2007 \| Final \| Porto Alegre \| Internacional \| \| 4-0 \| \| Pachuca \| \| Recopa Sul-Americana de 2009 \| \| \| \| \| \| \| \| \| \| 3 \| 25/06/2009 \| Final \| Porto Alegre \| Internacional \| \| 0-1 \| \| L.D.U. \| \| 4 \| 09/07/2009 \| Final \| Quito \| L.D.U. \| \| 3-0 \| \| Internacional \| |            |           |              |               |           |           |           |               |
| # | Data       | Fase      | Cidade       | Mandante      |           | Res.      |           | Visitante     |
| Recopa Sul-Americana de 2007 |            |           |              |               |           |           |           |               |
| 1 | 31/05/2007 | Final     | Pachuca      | Pachuca       |           | 2-1       |           | Internacional |
| 2 | 07/06/2007 | Final     | Porto Alegre | Internacional |           | 4-0       |           | Pachuca       |
| Recopa Sul-Americana de 2009 |            |           |              |               |           |           |           |               |
| 3 | 25/06/2009 | Final     | Porto Alegre | Internacional |           | 0-1       |           | L.D.U.        |
| 4 | 09/07/2009 | Final     | Quito        | L.D.U.        |           | 3-0       |           | Internacional |

| 2011-2020 | 2011-2020  | 2011-2020 | 2011-2020    | 2011-2020     | 2011-2020 | 2011-2020 | 2011-2020 | 2011-2020     |
| --- | ---------- | --------- | ------------ | ------------- | --------- | --------- | --------- | ------------- |
| \| # \| Data \| Fase \| Cidade \| Mandante \| \| Res. \| \| Visitante \| \| ---------------------------- \| ---------- \| ----- \| ------------ \| ------------- \| \| ---- \| \| ------------- \| \| Recopa Sul-Americana de 2011 \| \| \| \| \| \| \| \| \| \| 5 \| 10/08/2011 \| Final \| Avellaneda \| Independiente \| \| 2-1 \| \| Internacional \| \| 6 \| 24/08/2011 \| Final \| Porto Alegre \| Internacional \| \| 3-1 \| \| Independiente \| |            |           |              |               |           |           |           |               |
| # | Data       | Fase      | Cidade       | Mandante      |           | Res.      |           | Visitante     |
| Recopa Sul-Americana de 2011 |            |           |              |               |           |           |           |               |
| 5 | 10/08/2011 | Final     | Avellaneda   | Independiente |           | 2-1       |           | Internacional |
| 6 | 24/08/2011 | Final     | Porto Alegre | Internacional |           | 3-1       |           | Independiente |

### Copa do Mundo de Clubes da FIFA
| 2001-2010 | 2001-2010  | 2001-2010                   | 2001-2010 | 2001-2010     | 2001-2010 | 2001-2010 | 2001-2010 | 2001-2010     |
| --- | ---------- | --------------------------- | --------- | ------------- | --------- | --------- | --------- | ------------- |
| \| # \| Data \| Fase \| Cidade \| Mandante \| \| Res. \| \| Visitante \| \| ------------------------------------------- \| ---------- \| --------------------------- \| --------- \| ------------- \| \| ---- \| \| ------------- \| \| Copa do Mundo de Clubes da FIFA de 2006[25] \| \| \| \| \| \| \| \| \| \| 1 \| 13/12/2006 \| Semifinal \| Tóquio \| Al-Ahly \| \| 1-2 \| \| Internacional \| \| 2 \| 17/12/2006 \| Final \| Yokohama \| Internacional \| \| 1-0 \| \| Barcelona \| \| Copa do Mundo de Clubes da FIFA de 2010[26] \| \| \| \| \| \| \| \| \| \| 3 \| 14/12/2010 \| Semifinal \| Abu Dhabi \| TP Mazembe \| \| 2-0 \| \| Internacional \| \| 4 \| 18/12/2010 \| Disputa pelo terceiro lugar \| Abu Dhabi \| Internacional \| \| 4-2 \| \| Seongnam \| |            |                             |           |               |           |           |           |               |
| # | Data       | Fase                        | Cidade    | Mandante      |           | Res.      |           | Visitante     |
| Copa do Mundo de Clubes da FIFA de 2006 |            |                             |           |               |           |           |           |               |
| 1 | 13/12/2006 | Semifinal                   | Tóquio    | Al-Ahly       |           | 1-2       |           | Internacional |
| 2 | 17/12/2006 | Final                       | Yokohama  | Internacional |           | 1-0       |           | Barcelona     |
| Copa do Mundo de Clubes da FIFA de 2010 |            |                             |           |               |           |           |           |               |
| 3 | 14/12/2010 | Semifinal                   | Abu Dhabi | TP Mazembe    |           | 2-0       |           | Internacional |
| 4 | 18/12/2010 | Disputa pelo terceiro lugar | Abu Dhabi | Internacional |           | 4-2       |           | Seongnam      |

### Copa Suruga Bank[27]
| 2001-2010 | 2001-2010  | 2001-2010 | 2001-2010 | 2001-2010    | 2001-2010 | 2001-2010 | 2001-2010 | 2001-2010     |
| --- | ---------- | --------- | --------- | ------------ | --------- | --------- | --------- | ------------- |
| \| # \| Data \| Fase \| Cidade \| Mandante \| \| Res. \| \| Visitante \| \| ------------------------ \| ---------- \| ----- \| ------ \| ------------ \| \| ---- \| \| ------------- \| \| Copa Suruga Bank de 2009 \| \| \| \| \| \| \| \| \| \| 1 \| 05/08/2009 \| Final \| Oita \| Oita Trinita \| \| 1-2 \| \| Internacional \| |            |           |           |              |           |           |           |               |
| # | Data       | Fase      | Cidade    | Mandante     |           | Res.      |           | Visitante     |
| Copa Suruga Bank de 2009 |            |           |           |              |           |           |           |               |
| 1 | 05/08/2009 | Final     | Oita      | Oita Trinita |           | 1-2       |           | Internacional |

## Resumo por país
| País                           | PJ | PG | PE | PP | GF | GS | SG | Dif |
| ------------------------------ | -- | -- | -- | -- | -- | -- | -- | --- |
| Argentina                      | 30 | 12 | 8  | 10 | 35 | 35 | 0  | 2   |
| Bolívia                        | 12 | 7  | 3  | 2  | 20 | 7  | 13 | 5   |
| Brasil                         | 46 | 12 | 20 | 14 | 51 | 54 | -3 | -2  |
| Chile                          | 14 | 7  | 4  | 3  | 23 | 11 | 12 | 4   |
| Colômbia                       | 22 | 9  | 9  | 4  | 26 | 18 | 8  | 5   |
| Coreia do Sul                  | 1  | 1  | 0  | 0  | 4  | 2  | 2  | 1   |
| Egito                          | 1  | 1  | 0  | 0  | 2  | 1  | 1  | 1   |
| Equador                        | 22 | 13 | 5  | 4  | 38 | 20 | 18 | 9   |
| Espanha                        | 1  | 1  | 0  | 0  | 1  | 0  | 1  | 1   |
| Japão                          | 1  | 1  | 0  | 0  | 2  | 1  | 1  | 1   |
| México                         | 12 | 9  | 0  | 3  | 28 | 13 | 15 | 6   |
| Paraguai                       | 14 | 7  | 6  | 1  | 20 | 7  | 13 | 6   |
| Peru                           | 6  | 3  | 2  | 1  | 5  | 1  | 4  | 2   |
| República Democrática do Congo | 1  | 0  | 0  | 1  | 0  | 2  | -2 | -1  |
| Uruguai                        | 20 | 9  | 8  | 3  | 30 | 17 | 13 | 6   |
| Venezuela                      | 16 | 10 | 2  | 4  | 30 | 13 | 17 | 6   |

Dados atualizados em 29 de Maio de 2025

## Resumo por clube
| País                           | Rival                  | PJ | PG | PE | PP | GF | GS | SG | Dif |
| ------------------------------ | ---------------------- | -- | -- | -- | -- | -- | -- | -- | --- |
| Argentina                      | Banfield               | 2  | 1  | 0  | 1  | 3  | 3  | 0  | 0   |
| Argentina                      | Belgrano               | 2  | 0  | 1  | 1  | 1  | 2  | -1 | -1  |
| Argentina                      | Boca Juniors           | 8  | 4  | 1  | 3  | 9  | 10 | -1 | 1   |
| Argentina                      | Estudiantes            | 4  | 2  | 1  | 1  | 4  | 3  | 1  | 1   |
| Argentina                      | Independiente          | 2  | 1  | 0  | 1  | 4  | 3  | 1  | 0   |
| Argentina                      | River Plate            | 4  | 1  | 2  | 1  | 7  | 7  | 0  | 0   |
| Argentina                      | Rosário Central        | 4  | 1  | 2  | 1  | 3  | 3  | 0  | 0   |
| Argentina                      | Vélez Sarsfield        | 4  | 2  | 1  | 1  | 4  | 4  | 0  | 1   |
| Bolívia                        | Always Ready           | 2  | 0  | 1  | 1  | 0  | 2  | -2 | -1  |
| Bolívia                        | Bolívar                | 2  | 2  | 0  | 0  | 3  | 0  | 3  | 2   |
| Bolívia                        | Jorge Wilstermann      | 2  | 2  | 0  | 0  | 7  | 1  | 6  | 2   |
| Bolívia                        | Real Tomayapo          | 2  | 1  | 1  | 0  | 2  | 0  | 2  | 1   |
| Bolívia                        | The Strongest          | 4  | 2  | 1  | 1  | 8  | 4  | 4  | 1   |
| Brasil                         | Atlético Mineiro       | 2  | 1  | 1  | 0  | 5  | 3  | 2  | 1   |
| Brasil                         | Bahia                  | 8  | 2  | 3  | 3  | 6  | 8  | -2 | -1  |
| Brasil                         | Corinthians            | 2  | 1  | 1  | 0  | 2  | 1  | 1  | 1   |
| Brasil                         | Cruzeiro               | 6  | 2  | 1  | 3  | 8  | 9  | -1 | -1  |
| Brasil                         | Figueirense            | 2  | 0  | 2  | 0  | 1  | 1  | 0  | 0   |
| Brasil                         | Flamengo               | 5  | 1  | 2  | 2  | 5  | 7  | -2 | -1  |
| Brasil                         | Fluminense             | 4  | 0  | 2  | 2  | 4  | 6  | -2 | -2  |
| Brasil                         | Grêmio                 | 6  | 1  | 3  | 2  | 6  | 6  | 0  | -1  |
| Brasil                         | Santos                 | 3  | 0  | 2  | 1  | 3  | 5  | -2 | -1  |
| Brasil                         | São Paulo              | 6  | 3  | 2  | 1  | 9  | 7  | 2  | 2   |
| Brasil                         | Vasco                  | 2  | 1  | 1  | 0  | 2  | 1  | 1  | 1   |
| Chile                          | Colo-Colo              | 2  | 1  | 0  | 1  | 4  | 3  | 1  | 0   |
| Chile                          | Palestino              | 2  | 2  | 0  | 0  | 4  | 2  | 2  | 2   |
| Chile                          | Universidad Católica   | 4  | 1  | 2  | 1  | 5  | 3  | 2  | 0   |
| Chile                          | Universidad de Chile   | 6  | 3  | 2  | 1  | 10 | 3  | 7  | 2   |
| Colômbia                       | América de Cali        | 6  | 1  | 4  | 1  | 7  | 8  | -1 | 0   |
| Colômbia                       | Atlético Nacional      | 4  | 1  | 1  | 2  | 4  | 4  | 0  | -1  |
| Colômbia                       | Deportes Tolima        | 2  | 1  | 1  | 0  | 1  | 0  | 1  | 1   |
| Colômbia                       | Independiente Medellín | 4  | 3  | 1  | 0  | 7  | 2  | 5  | 3   |
| Colômbia                       | Junior                 | 2  | 1  | 1  | 0  | 2  | 1  | 1  | 1   |
| Colômbia                       | Once Caldas            | 2  | 1  | 1  | 0  | 3  | 2  | 1  | 1   |
| Colômbia                       | Santa Fe               | 2  | 1  | 0  | 1  | 2  | 1  | 1  | 0   |
| Coreia do Sul                  | Seongnam               | 1  | 1  | 0  | 0  | 4  | 2  | 2  | 1   |
| Egito                          | Al-Ahly                | 1  | 1  | 0  | 0  | 2  | 1  | 1  | 1   |
| Equador                        | Delfín                 | 2  | 2  | 0  | 0  | 3  | 1  | 2  | 2   |
| Equador                        | Deportivo Cuenca       | 2  | 2  | 0  | 0  | 5  | 1  | 4  | 2   |
| Equador                        | Deportivo Quito        | 2  | 1  | 1  | 0  | 4  | 1  | 3  | 1   |
| Equador                        | El Nacional            | 2  | 1  | 0  | 1  | 2  | 2  | 0  | 0   |
| Equador                        | Emelec                 | 8  | 5  | 3  | 0  | 14 | 6  | 8  | 5   |
| Equador                        | L.D.U.                 | 4  | 1  | 0  | 3  | 3  | 6  | -3 | -2  |
| Equador                        | 9 de Octubre           | 2  | 1  | 1  | 0  | 7  | 3  | 4  | 1   |
| Espanha                        | Barcelona              | 1  | 1  | 0  | 0  | 1  | 0  | 1  | 1   |
| Japão                          | Oita Trinta            | 1  | 1  | 0  | 0  | 2  | 1  | 1  | 1   |
| México                         | Chivas Guadalajara     | 4  | 4  | 0  | 0  | 11 | 3  | 8  | 4   |
| México                         | Jaguares               | 2  | 1  | 0  | 1  | 4  | 1  | 3  | 0   |
| México                         | Pachuca                | 2  | 1  | 0  | 1  | 5  | 2  | 3  | 0   |
| México                         | Pumas UNAM             | 2  | 2  | 0  | 0  | 5  | 3  | 2  | 2   |
| México                         | Tigres                 | 2  | 1  | 0  | 1  | 3  | 4  | -1 | 0   |
| Paraguai                       | Guaireña               | 2  | 0  | 2  | 0  | 2  | 2  | 0  | 0   |
| Paraguai                       | Libertad               | 2  | 1  | 1  | 0  | 2  | 0  | 2  | 1   |
| Paraguai                       | Olímpia                | 8  | 4  | 3  | 1  | 12 | 5  | 7  | 3   |
| Paraguai                       | Sportivo Luqueño       | 2  | 2  | 0  | 0  | 4  | 0  | 4  | 2   |
| Peru                           | Alianza Lima           | 2  | 2  | 0  | 0  | 3  | 0  | 3  | 2   |
| Peru                           | Juan Aurich            | 2  | 1  | 0  | 1  | 2  | 1  | 1  | 0   |
| Peru                           | Melgar                 | 2  | 0  | 2  | 0  | 0  | 0  | 0  | 0   |
| República Democrática do Congo | TP Mazembe             | 1  | 0  | 0  | 1  | 0  | 2  | -2 | -1  |
| Uruguai                        | Cerro                  | 2  | 1  | 1  | 0  | 2  | 0  | 2  | 1   |
| Uruguai                        | Nacional               | 14 | 6  | 6  | 2  | 18 | 11 | 7  | 4   |
| Uruguai                        | Peñarol                | 4  | 2  | 1  | 1  | 10 | 6  | 4  | 1   |
| Venezuela                      | Deportivo Galícia      | 2  | 1  | 0  | 1  | 3  | 2  | 1  | 0   |
| Venezuela                      | Deportivo Táchira      | 6  | 4  | 0  | 2  | 13 | 4  | 9  | 2   |
| Venezuela                      | Marítimo               | 2  | 1  | 1  | 0  | 4  | 1  | 3  | 1   |
| Venezuela                      | Metropolitanos         | 2  | 2  | 0  | 0  | 3  | 1  | 2  | 2   |
| Venezuela                      | Portuguesa             | 2  | 1  | 0  | 1  | 2  | 4  | -2 | 0   |
| Venezuela                      | Unión Maracaibo        | 2  | 1  | 1  | 0  | 5  | 1  | 4  | 1   |

Dados atualizados em 29 de Maio de 2025